# Terno de Sainha Irmãos Paiva
A Congada Terno de Sainha Irmãos Paiva (popularmente conhecidos como Terno de Sainha Irmãos Paiva) é um grupo folclórico que retrata a Festa de Congo na cidade de Santo Antônio da Alegria. A tradição de família é repassada entre as gerações, que exercem o importante trabalho de levar o nome do terno adiante.

## Tradição Perpetuada por Gerações

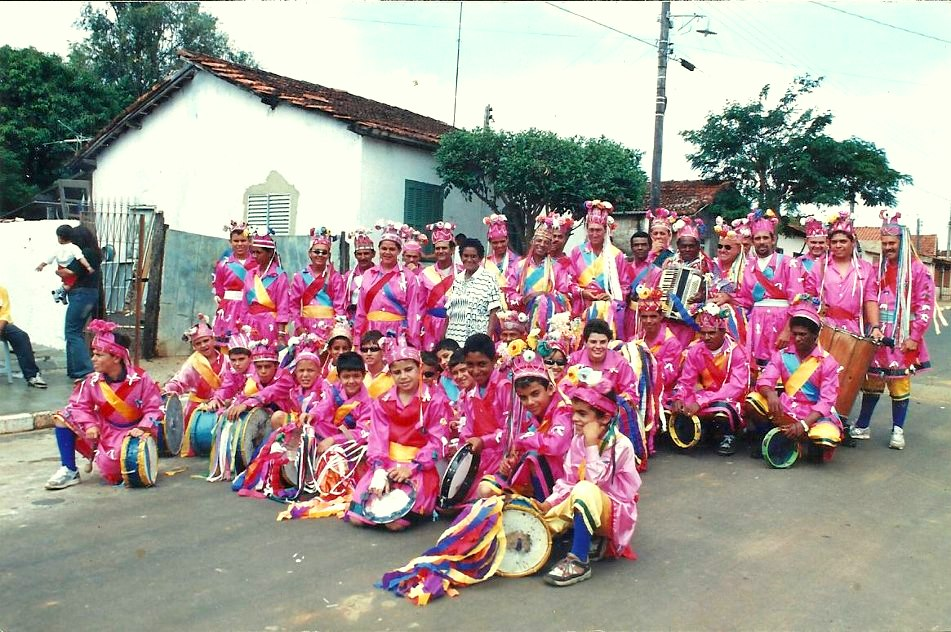
Dona Geralda Paiva em meio ao Terno dos Irmãos Paiva, com filhos, netos, bisnetos e amigos.

O Terno de Sainha Irmãos Paiva foi fundado pelas famílias Paiva e Custódio, pelo Senhor José Paiva, mais conhecido por Zequinha Paiva, e o Senhor Pedro Custódio Filho; ambos foram capitães de terno de Congo. Os filhos deles, Geralda Rita da Cruz, filha do Sr. Pedro Custódio e João Paiva (ou João Paivinha), filho do Sr. Zequinha Paiva, apaixonaram-se, casaram-se e constituíram família. Entretanto, continuaram com a tradição dos pais de levar o Terno de Congo João Paivinha adiante, até a Dona Geralda assumir o comando depois da morte de seu marido.
Os filhos de Dona Geralda e do Sr. João Paivinha assumiram o posto juntamente com a mãe e mudaram o nome do terno para Terno dos Irmãos Paiva. Desde então, todos os anos, os irmãos Paiva se apresentam lado a lado nas festas de congo da cidade ou nas várias apresentações pelo estado de São Paulo. A confecção das roupas e coroas, dos enfeites, dos instrumentos e reparos nas peças do terno ficava por conta de Dona Geralda Paiva, além de ensaiar e organizar todo o grupo nos ensaios e nas apresentações. Dona Geralda Paiva era uma mulher guerreira, batalhadora e muito especial, pois acolhia sempre os mais necessitados em sua casa o que fez com que a educação dos seus filhos fosse baseada na humildade e na simplicidade. As marcas que a matriarca da família Paiva deixou de herança são valiosas para toda a família.
Dona Geralda Paiva faleceu no dia 27 de fevereiro de 2010 deixando filhos, netos, bisnetos e um enorme legado de cultura e tradição na festa do congo.

## Congada Terno de Sainha Irmãos Paiva

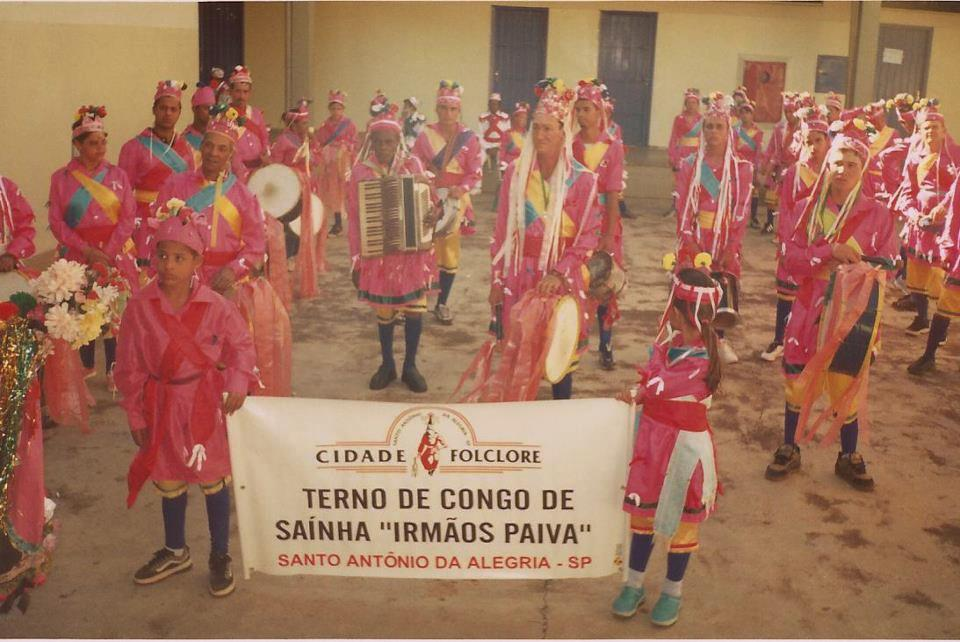
Apresentação do Terno de Sainha Irmãos Paiva.

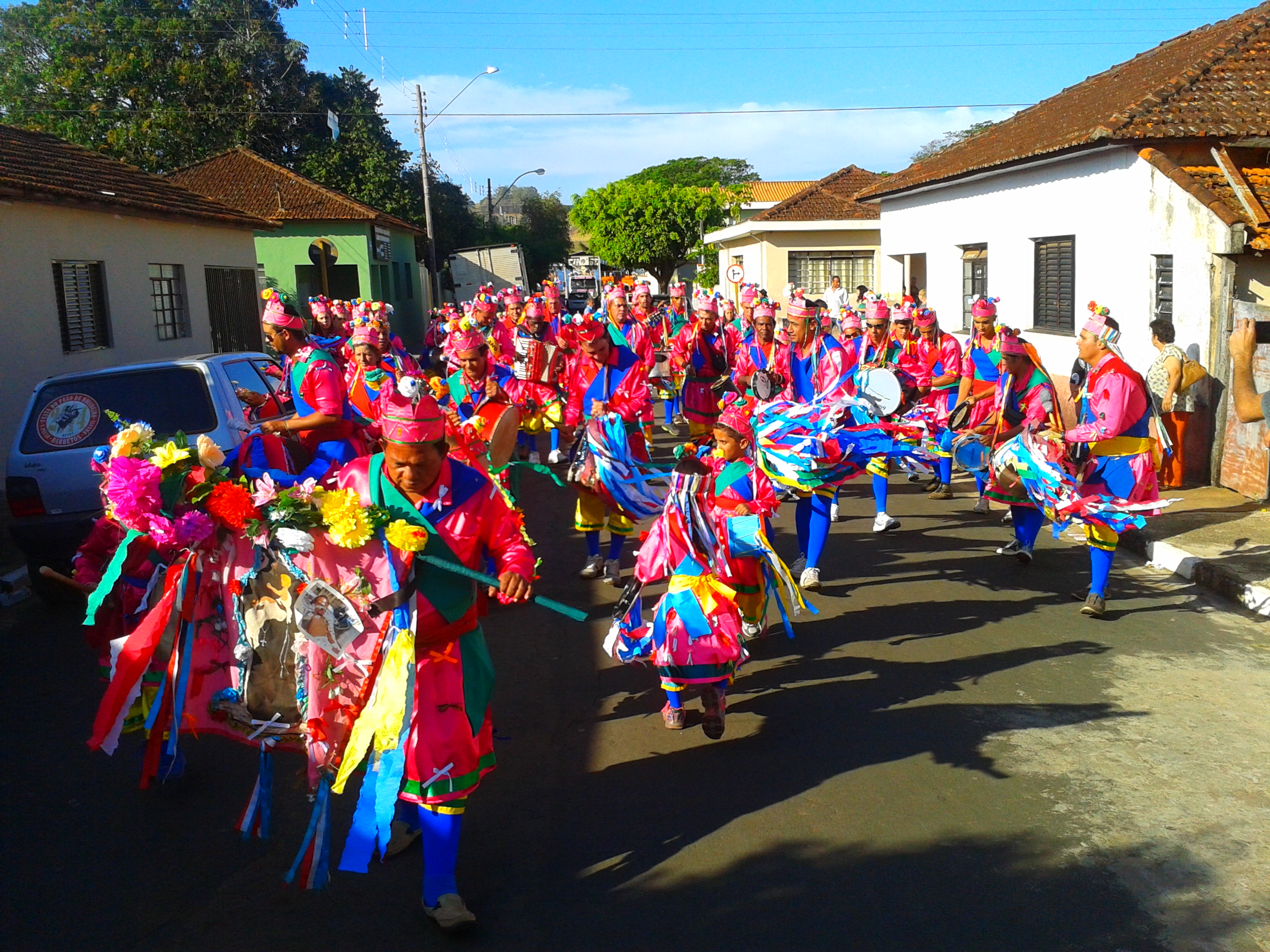
Congada Terno de Sainha Irmãos Paiva

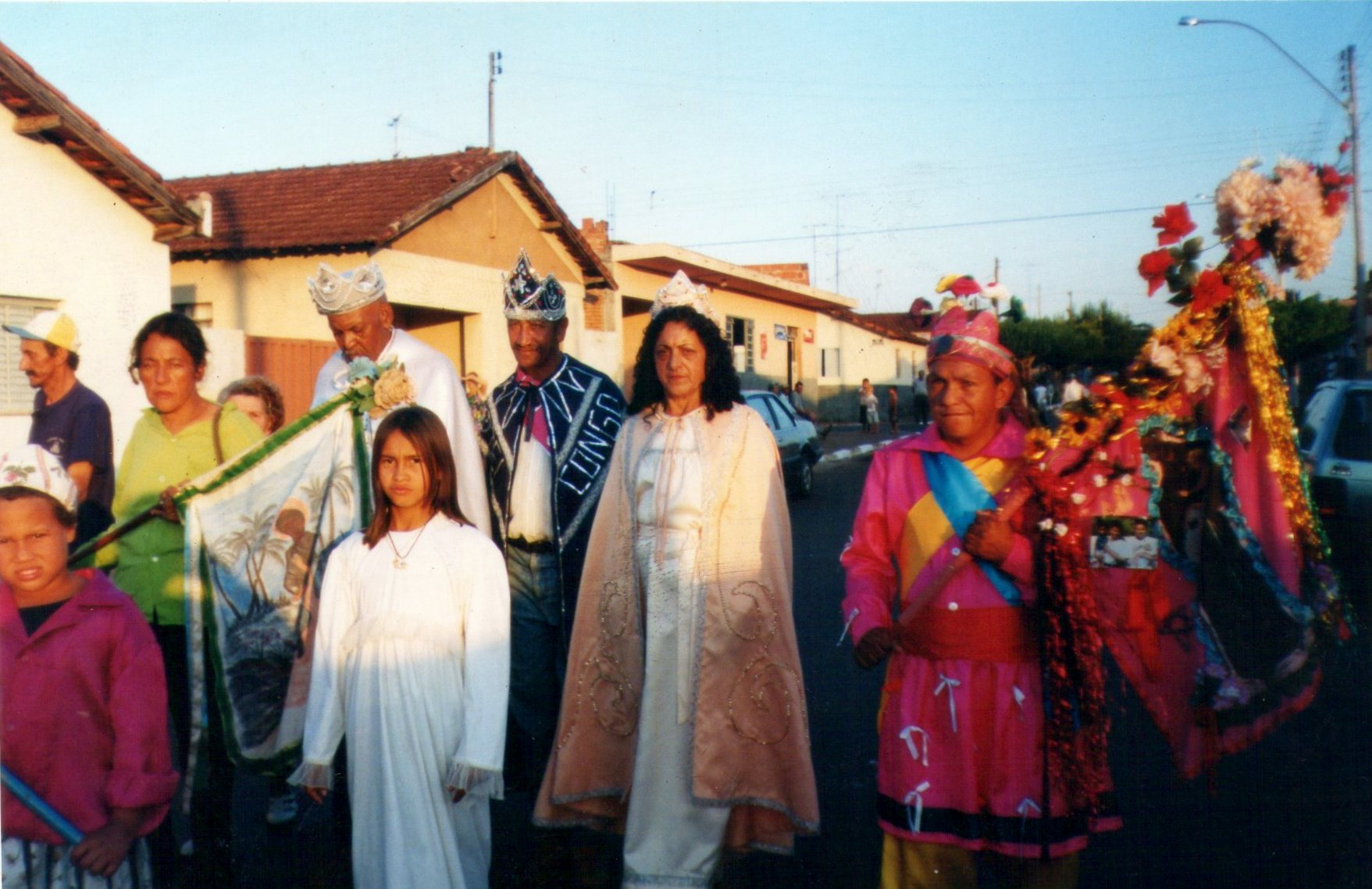
Foto tirada da Corte do Congo na festa de 2007.

É uma festa folclórico-religiosa de origem afro-brasileira, o grupo já possui mais de cem anos de tradição e já esta na quinta geração.  Um dos fatores fundamentais na história do Terno do Congo de Sainha Irmãos Paiva é o interesse das famílias e, principalmente, das crianças, que não deixam a tradição morrer, participando sempre com orgulho.
Segundo historiadores, a congada trata-se de um ato popular brasileiro de influência africana, sendo  criação de negros escravos no Brasil. Desde 1674, era comum a coroação de Reis do Congo no Brasil, realizada em uma igreja dedicada a Nossa Senhora do Rosário dos Pretos, conhecida também como Padroeira dos escravos do Brasil colonial. Nesta ocasião, eram escolhidos um casal como Rei e Rainha do Congo que prosseguiam em procissão até a igreja, onde eram coroados pelo vigário.
Os Ternos são grupos de pessoas, formados por homens, mulheres e crianças, caracterizados por figurinos e instrumentos. Estes, saem as ruas onde fazem alusivas aos Santos Padroeiros ou ao povo; nesta ocasião, pessoas que alcançaram graças e milagres, através dos santos, acompanham os ternos, cumprem suas promessas, recolhem ofertas, muitas vezes descalças, vestidas de anjos ou acorrentadas.
Segundo os relatos populares, a Congada em Santo Antonio da Alegria já existe há mais de setenta anos e vem sendo passada de pais para filhos, sendo na maioria, da Família Paiva.
Inicialmente a festa era de seis dias, já tendo sido realizada em Fevereiro, Outubro e atualmente ocorre na primeira semana de Setembro. Pelo menos quinze dias antes da festa, são levantados os Mastros com as bandeiras dos Santos Padroeiros: Nossa Senhora do Rosário, São Domingos, Santa Catarina, São Roque, Santa Ifigênia e São Benedito.
Tanto o Rei Congo, quanto a Rainha, são negros, pois a festa tem como origem uma diversão para os escravos negros. Porém os brancos também podem participar. O Rei Congo é uma autoridade durante o ato, onde nenhum terno sai para dançar sem o consentimento dele. Ele também fica a disposição das pessoas e do ternos.
José Lúcio, Pedro Custódio, José Candido, Vitor Lopes Ferreira e João Ribeiro da Silva (João Pequeno), já foram Reis Congo. Benedito Miguelino, é o Atual Rei Congo, tendo substituído o Senhor João Tomáz que este no cargo por muitos anos. A Rainha Congo atualmente é Maria de Lourdes da Silva, ela assumiu o cargo no ano de 2006, com o falecimento da Rita Maria de Paiva, que era a Rainha desde 1966.
Atualmente o Vice Rei é o Senhor Izoldino José Tomáz e a Vice Rainha é a Senhora Maria José da Silva. O Príncipe é o Senhor José Cosme Delfino e a Princesa Senhora Francisca Pio.
Além do Terno dos Irmão Paiva, já existiram outros Ternos em Santo Antônio da Alegria, entre eles, Terno do José Fidélis, Terno do João Anjinho, Terno do Maximino (Moçambique), Terno do Sr. Belmiro, Terno do Sr. José Luis (Moçambique), Sr. Venerando e do Sr. João "Figa", Mineiro  e Sr. Jeremias Mamede Garcia.
Hoje em dia, existem três ternos na cidade, o Terno do José Aberdal da Silva (ICO), o Terno do Sr. Hélio (Moçambique) e o Terno da Família Paiva, sendo o mais antigo e tradicional da cidade.
O grupo fez parte do calendário da Secretaria de Cultura, Esporte e Turismo, sendo a capa dele em 1981.Também foi capa da revista de Olímpia.

## Crença Religiosa ou Manifestação Cultural?

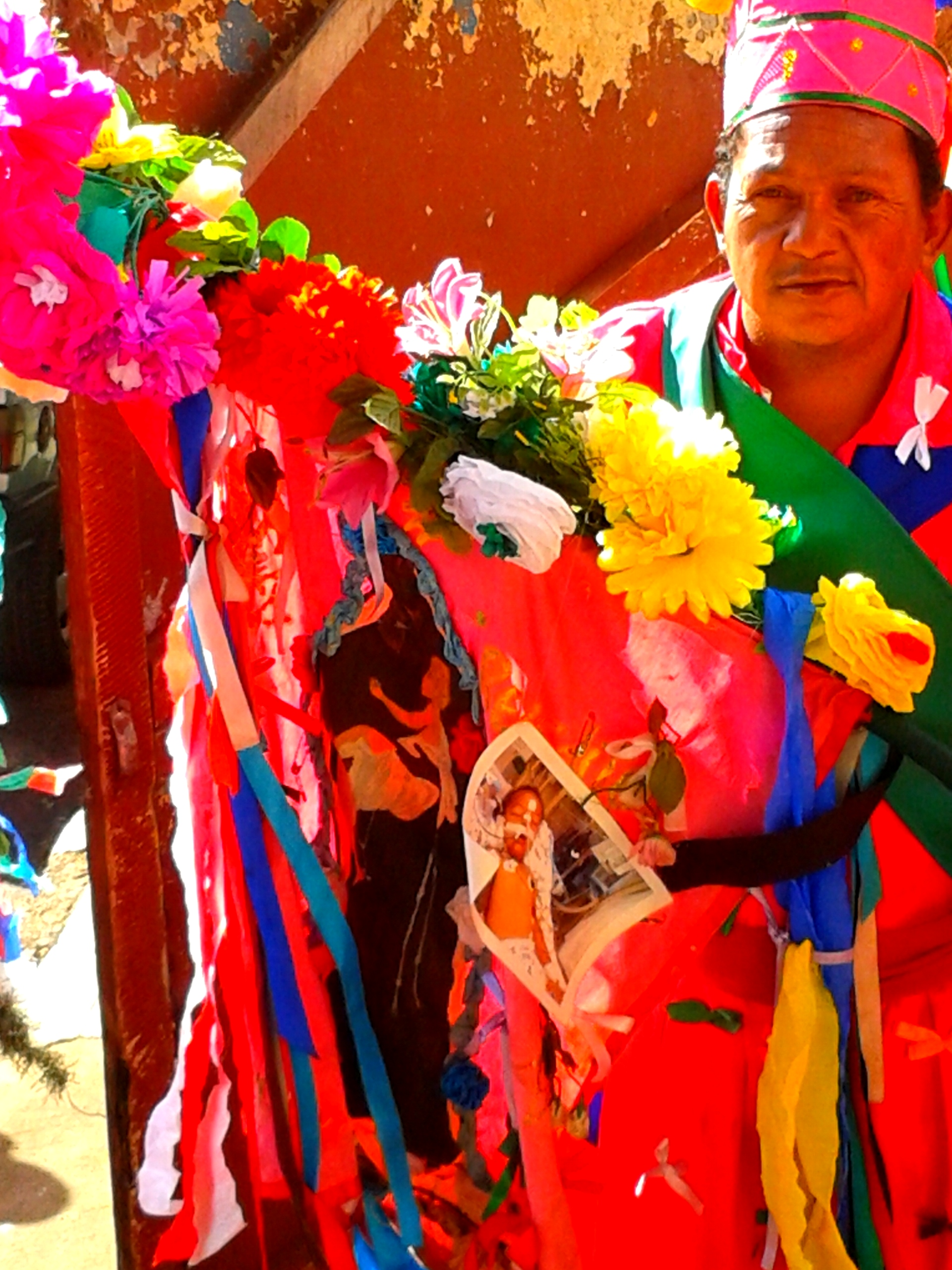
Bandeireiro Tota Paiva com a bandeira de São Benedito do Terno dos Irmãos Paiva

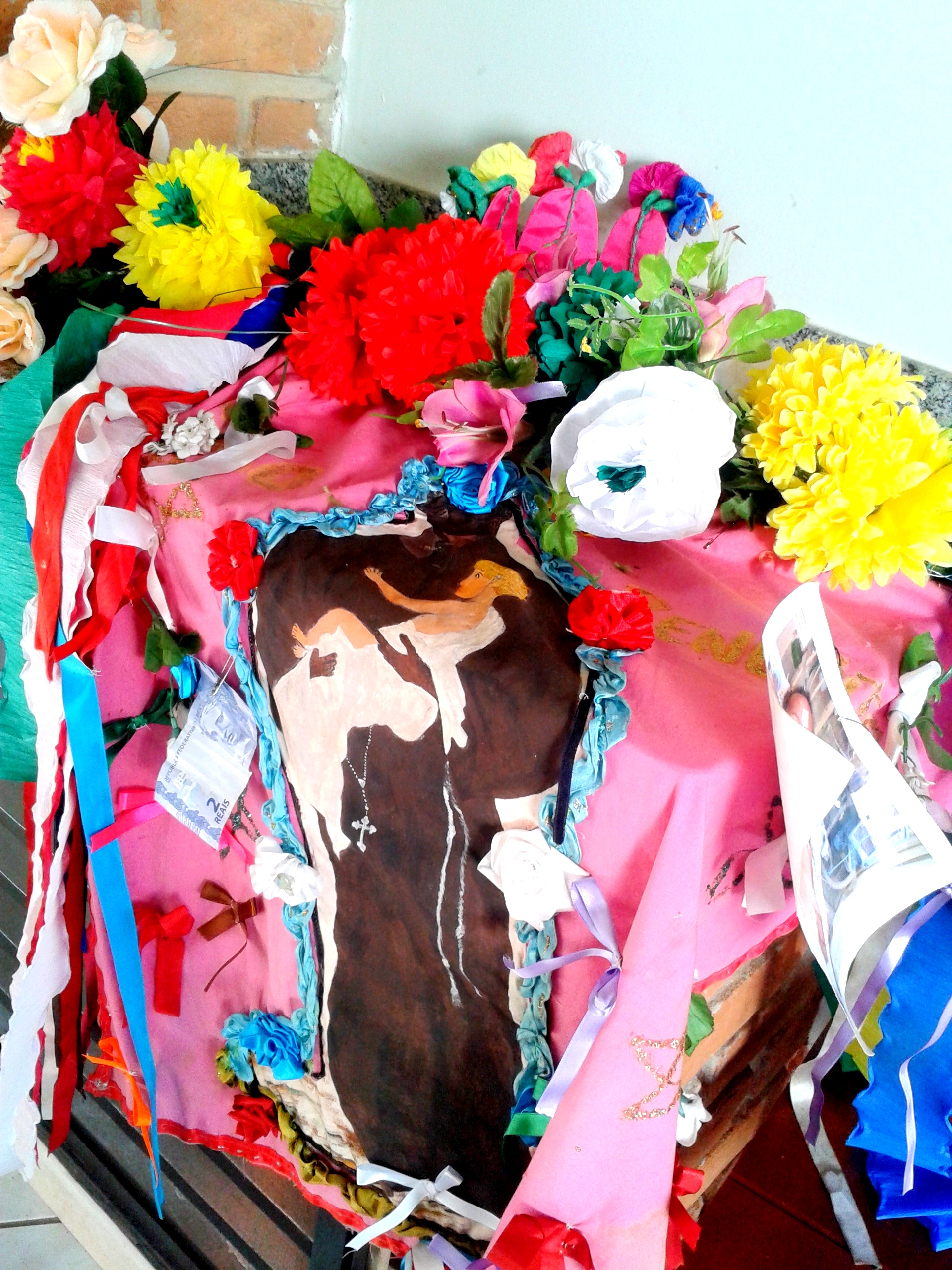
Bandeira de São Benedito - Terno dos Irmãos Paiva

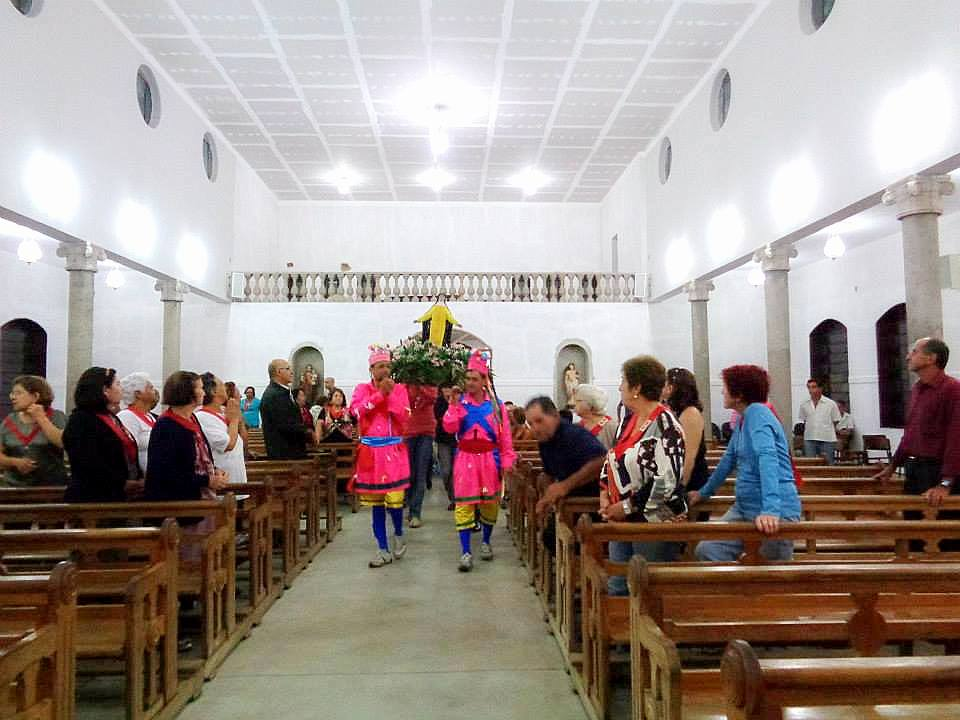
Procissão com o andor dos Santos padroeiros da Festa de Congo - Igreja Matriz de Santo Antônio da Alegria/SP

A Congada, também conhecida como Congo ou Congado, é uma manifestação cultural e religiosa de origem Africana, uma festa de rua que reúne tradições mouras e cristãs. O Terno dos Irmãos Paiva se apresentam na cidade de origem, Santo Antônio da Alegria.
Por tradição, 15 dias antes da Festa de Congo do município é feito o hasteamento das três bandeiras no centro da praça da igreja Nossa Senhora do Rosário.
Os mastros com as bandeiras, representam os santos padroeiros da festa. Os santos homenageados são: São Domingos, Santa Catarina, São Roque, Santa Ifigênia, Nossa Senhora do Rosário e São Benedito, que segundo a tradição antiga do terno são os seis santos que estão no rosário de Maria e em cada Bandeira tem a imagem de dois santos.
O Terno dos Irmãos Paiva tem por padroeiro São Benedito, que é homenageado na bandeira do Terno.
Uma semana após o hasteamento, inicia-se a festa de congo com apresentações de todos os grupos, inclusive o Terno. A tradição da festa é seguir pelas ruas da cidade, entoando os cantos próprios do congado e ir se apresentando em cortejo até a praça da Igreja Nossa Senhora do Rosário. Chegando lá, saúdam-se a corte do congado e dentro da igreja agradecem em fila os seis santos patronos da festa e saem em procissão, cada um carregando consigo o andor de um santo.
Além disso, tradição da festa de congo na cidade, é marcada pela devoção e fé dos munícipes. As promessas feitas durante a festa para os seis santos patronos da congada, como é dito popularmente são "pagas" no ano seguinte da promessa.
Assim, no próximo ano a pessoa que fez a promessa se torna festeira (festeiro: pessoa que oferece o almoço um dia específico da festa para o Terno ou algum grupo que participa da Congada. O almoço é para além dos integrantes do Terno, todos aqueles que comparecerem na casa do festeiro, ficando aberto ao povo).
A maioria das promessas é em honra a São Benedito, que é o padroeiro do Terno dos Irmãos Paiva. Antes e após as refeições os integrantes do Terno fazem agradecimentos aos donos da casa e a São Benedito. Também recebem doações em dinheiro para ajudar na manutenção das vestimentas e instrumentos do terno.
Além dos festeiros, há também os "guardadores da bandeira". Essa responsabilidade é familiar, passada de pai para filho. Um homem que fez a promessa de guardar a bandeira quando termina a festa até começar a próxima do ano seguinte, as suas futuras gerações recebem como herança essa promessa e assim é cumprido todos os anos.
A Festa em Santo Antônio da Alegria acontece sempre em frente à Igreja de Nossa Senhora do Rosário e o arriamento das bandeiras marca o final das festividades, geralmente na segunda-feira.

## Vestuário, Cada Detalhe uma História

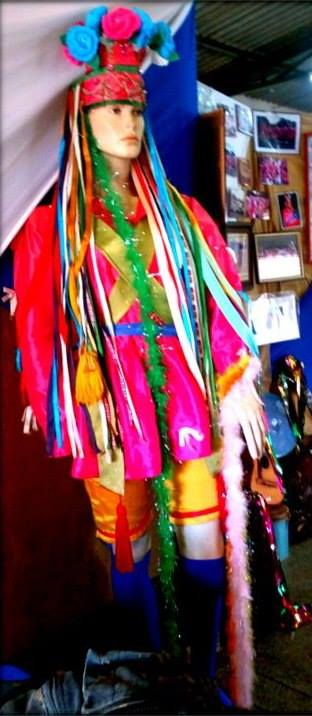
vestimenta utilizada no terno dos irmaos paiva

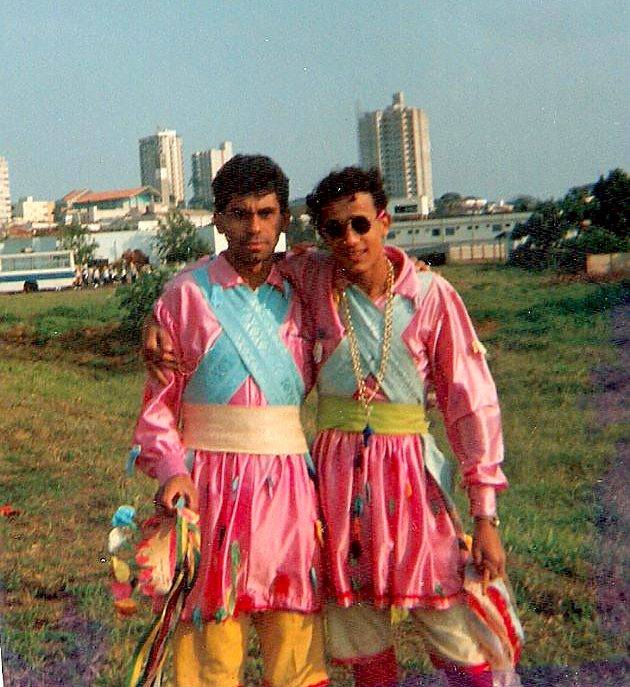
vestimenta utilizada mais antigamente

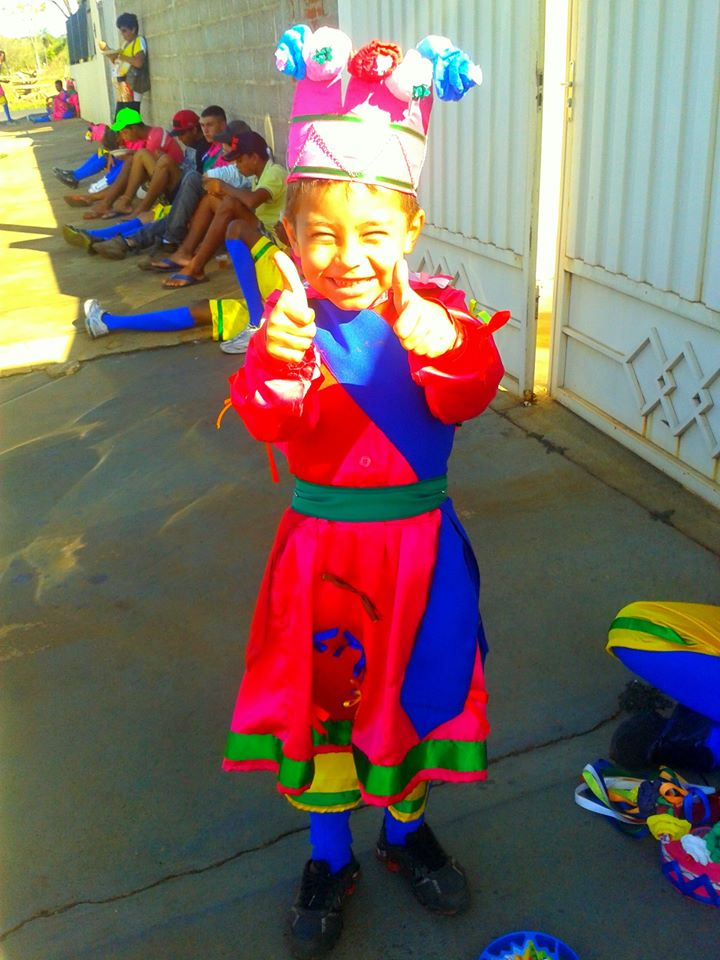
criança com a vestimenta completa

A história do Terno de Sainha Irmãos Paiva nos chamou a atenção pelo fato de ser o único no Brasil, pois é o último terno que utiliza nas apresentações o mesmo traje que usavam há cem anos, devido ao significado importante que este carrega consigo.
Não existe outro Terno no Brasil que use a mesma vestimenta. Os ornamentos que acompanham a roupa foram sendo modificados com o tempo, mas toda a composição há o seu significado.
Por exemplo, a coroa que significa A Santíssima Trindade: "Pai, Filho e Espírito Santo" e também faz uma homenagem a Princesa Isabel, pois ela utilizou as músicas de congo na libertação dos escravos, as mesmas que os referidos ouviam nas senzalas para aliviar o sofrimento.
O vestido foi inventado na época do império, fazendo referência ao que as mulheres usavam, eram vestidos longos com a vestimenta intima chegando a altura do joelho.
Foi encurtado pelos irmãos, para que esta vestimenta íntima pudesse aparecer.
O vestido é rosa, por significar a cor da felicidade e da alegria, as fitas coloridas cruzadas em X na vestimenta simbolizam a felicidade dos escravos pela libertação e a paz.
O afinco da família Paiva de manter a tradição da vestimenta, se confirma na preocupação e dedicação que cada integrante tem com a sua roupa.
O Terno não possui roupas individuais, pois com a escassez de recursos, não é possível fazer uma peça com as medidas exatas de cada pessoa. O que seria o modo correto até porque ninguém tem o tipo físico semelhante.
Em agosto de 2014 a Prefeitura de Santo Antônio da Alegria auxiliou o terno com uma doação de tecido e mão de obra para a confecção de novas fardas.
Infelizmente pela doação ter sido próximo ao mês da festa, as vestimentas tiveram que ser em tamanhos padronizados, não tendo tempo suficiente para cada integrante ter a sua roupa e poder cuidar com todo o zelo que o Terno recomenda.
Sendo assim, a apresentação na Festa de Congo da cidade de Santo Antônio da Alegria em 2014 teve a sua frota de vestimentas renovadas após 8 anos consecutivos, usando a mesma roupa.
Ainda era necessário alguns ajustes, pois algumas peças ficaram em tamanhos menores, mesmo assim o coordenador não desistiu das roupas e usaram a criatividade na hora de se vestirem.
Porém a ideia é que até o ano de 2015, o Terno consiga doações para a aquisição dos tecidos e assim poder confeccionar as roupas para cada integrante d Terno.
O principal aspecto a ser destacado na questão, vestuário, é a dedicação por parte de todos os integrantes em relação a cada detalhe ser preservado.
Cada membro fica responsável por adornar o próprio capacete, do jeito que mais achar conveniente respeitando sempre a hierarquia, Pai, Filho e Espírito Santo. Muitos utilizam, lantejoulas, mini terços, glitter, pedrarias, entre outras adereços.
Além do capacete, há também a preocupação com a roupa que lhe é entregue, pois todos ficam responsáveis por ela, em dias de apresentação. Recomendá-se cuidado para não manchar, rasgar ou danificar qualquer parte da peça.
Em dia de festa, as faixas que eles utilizam envolto da roupa é de difícil fixação, para isso, a ajuda mútua de cada um ajudando o outro é emocionante, pois todos ajudam a colocar exatamente da maneira correta.
Um dos mais procurados para essa função é o Laerte, filho de Dona Geralda Paiva, que participa do Terno desde criança, hoje com 80 anos.

## Puxando o Fole da Sanfona, a Magia Acontece

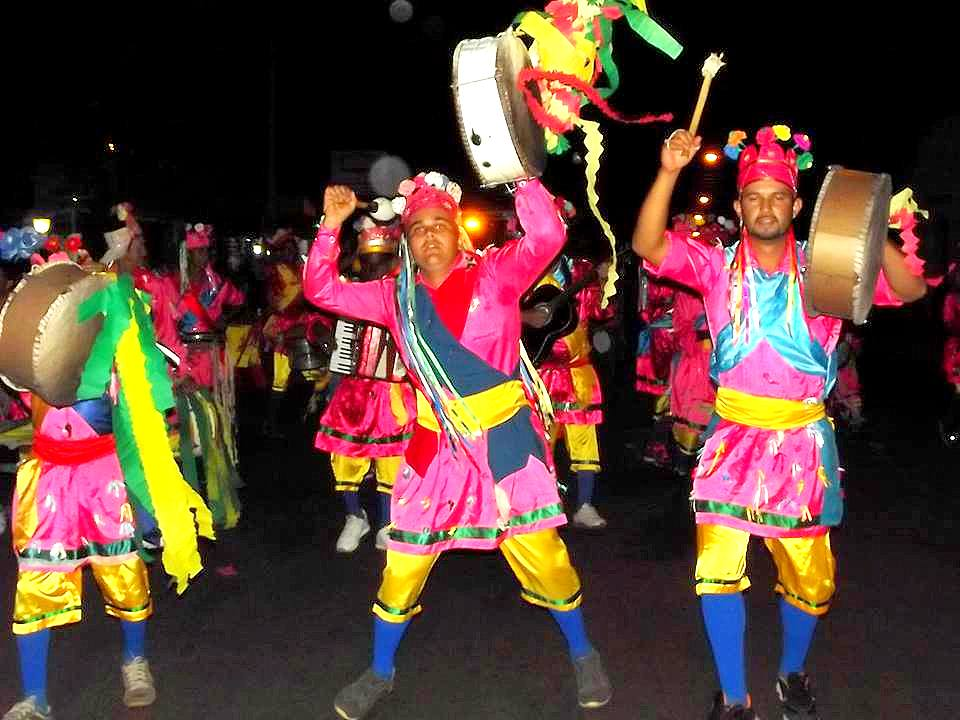
Componentes do Terno dos Irmãos Paiva tocando as caixas para ritmar todo o grupo.

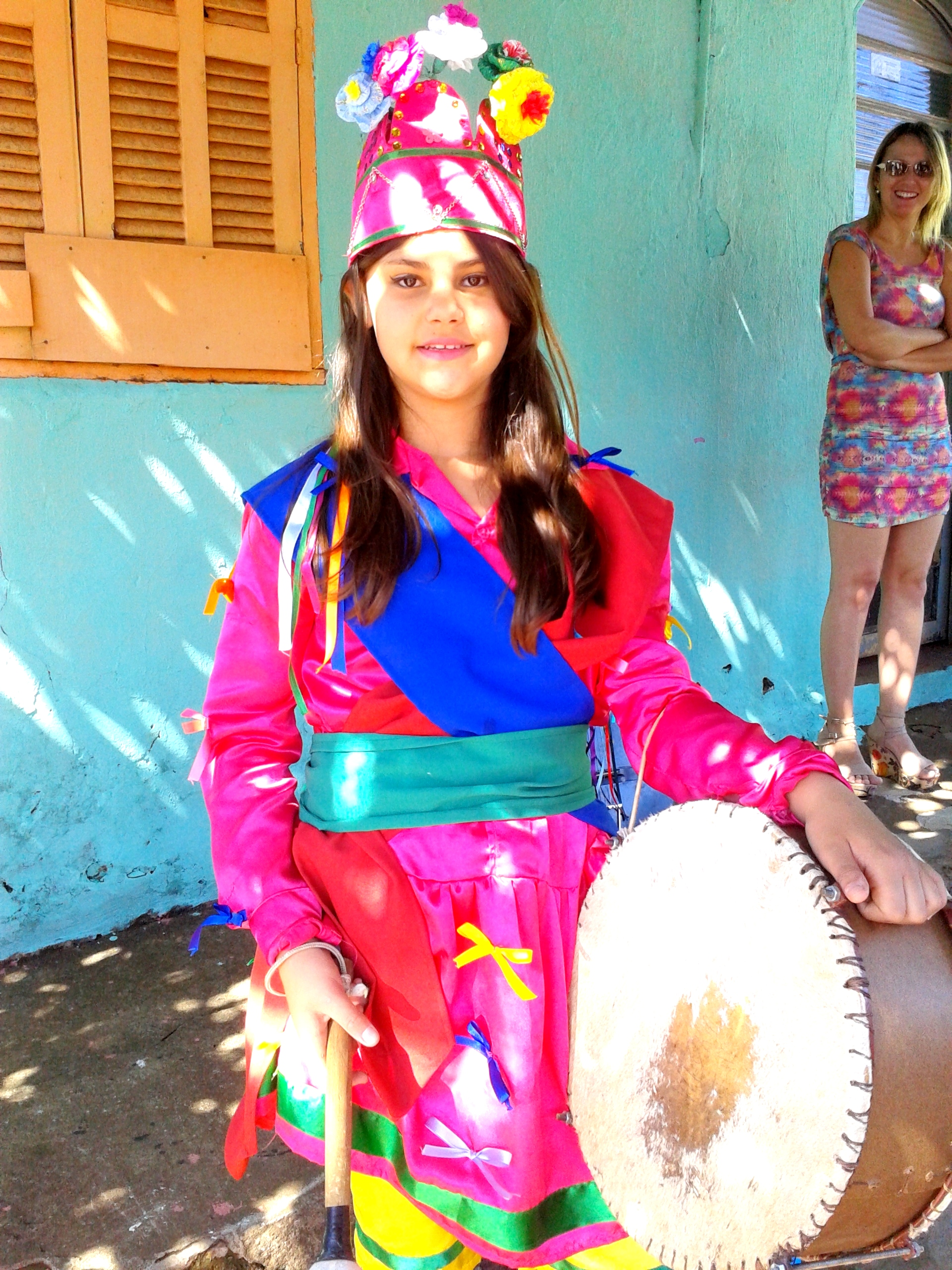
Integrante mirim Vitória com a caixa, pronta para sair no Terno dos Irmãos Paiva

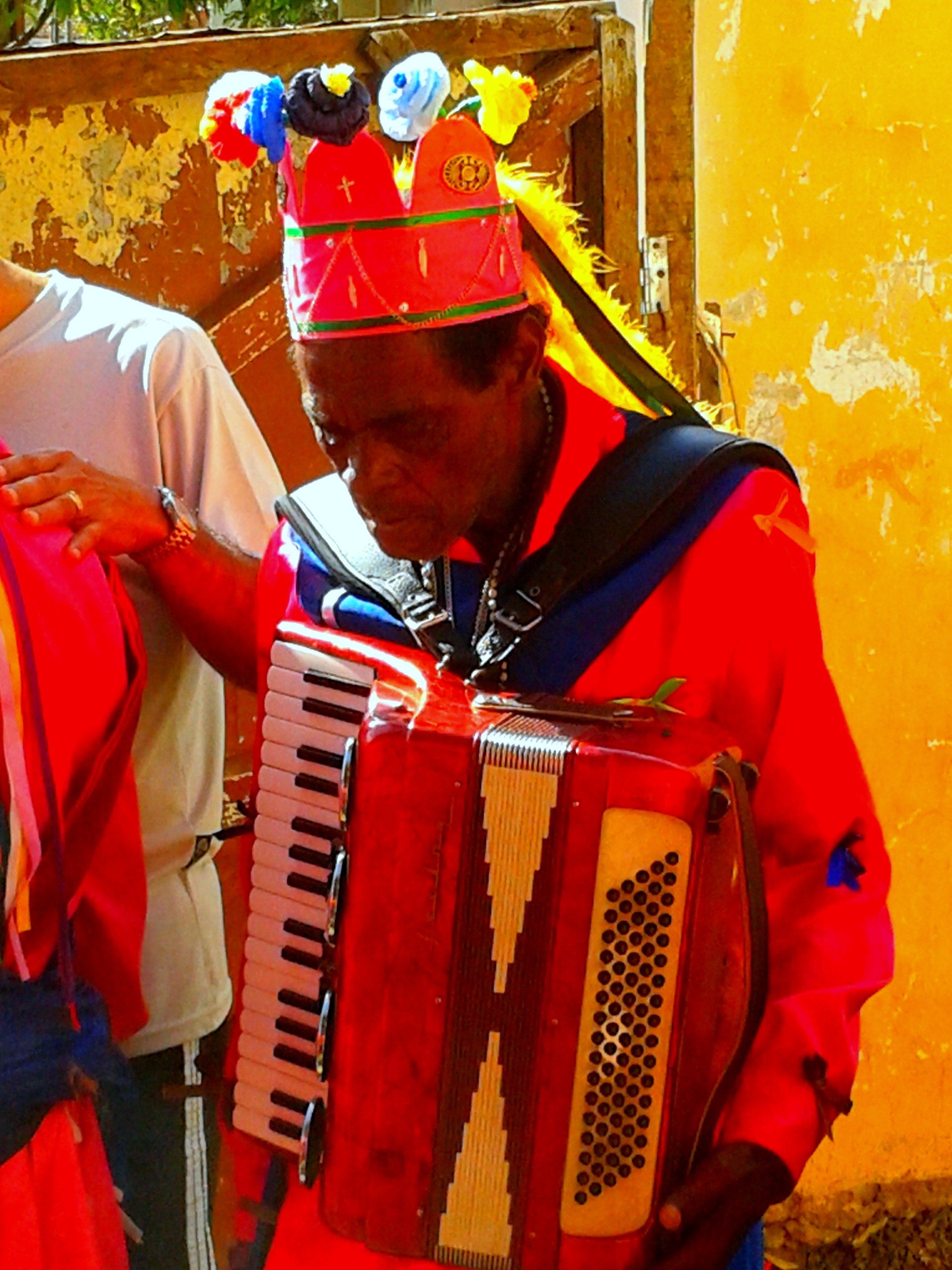
Conhecido como Senhor "Moreno", um dos integrantes mais antigos do terno, acompanhado de sua sanfona.

Os instrumentos usados no Congo pelo Terno dos Irmãos Paiva são a sanfona, pandeiro, violão, tamborim, repique, timba, caixa, caixinha média e a caixinha normal. Quem confeccionava as caixas era um primo dos irmãos Paiva, o senhor Antônio Paiva, morador da cidade de Itamogi/MG, usando couro de cabrito compensado e madeira.
A dedicação para que todo a parte musical fique impecável, os integrantes responsáveis por tocar as caixas mais pesadas enfaixam a mão para que o peso juntamente com suor não faça bolhas nas mãos e comprometa a qualidade do som produzido no instrumento.
No entanto todo o esforço é vencido pela ação do tempo, e o calor faz com que o atrito da mão com o instrumento, nasça bolhas enormes nas mãos dos integrantes. Mesmo assim, o machucado não desanima, muito menos interfere na percussão dos instrumentos e fica imperceptível qualquer contratempo.
Atualmente os instrumentos são confeccionados na cidade de Guardinha, feitos manualmente numa fábrica de curtume. Para a Festa de Congo de 2014, o atual coordenador, Luiz Paiva, fez o pedido de 15 novas caixas para tudo ficar novo na apresentação da festa.
As caixas são responsáveis por dar o compasso da música, pois a batida faz com que os outros instrumentos não saiam do ritmo durante as apresentações.
A sanfona é a uma das peças principais de todo o enredo musical. É com a sanfona que o capitão do terno sabe a hora de "apitar" para dar início a cada canto diferente.
O apito do capitão é muito importante por definir a hora de começar e a hora de encerrar a música. Além dos componentes adultos, há também a ala das crianças, que pelas idades variadas não recebem os instrumentos mais pesados. Porém são orientadas para tocarem o pandeiro, que é destaque na alegria da criançada.
Antigamente, quando a matriarca da família ainda estava no meio deles, D. Geralda Paiva, juntamente com suas netas e noras confeccionavam alguns dos instrumentos manualmente, como decoração de caixas, pandeiros e reco-reco.
No entanto, com o falecimento de D. Geralda, esse trabalho ficou por conta das suas noras, que arduamente, todos os anos,  realizam os enfeites nos instrumentos, fazem capacetes e enfeitam as roupas de todo o Terno.
Silvia, a esposa do atual coordenador, é a responsável pela organização de todo o material utilizado no trabalho de remontagem das peças.
Incansavelmente, meses antes da festa, ela faz a contagem dos instrumentos que precisam de reparo, dos capacetes que ainda faltam e as roupas que precisam de conserto.
Faz a compra do material necessário e convoca todos a colaborar para que o trabalho renda e assim a festa e o colorido fique bonito para as apresentações nas festas.
O que vale ressaltar, é que ainda hoje, os integrantes guardam os seus instrumentos em um quarto reservado na antiga casa da D. Geralda, que ainda é mantido para esse fim.
Após a festa de congo, os instrumentos são conferidos e guardados no mesmo estado em que foi retirado, mantendo assim a ordem e o zelo pelos instrumentos do terno.

## Cantos, Versos e Bailados
O canto presente no Terno dos Irmãos Paiva é a parte principal na apresentação. É o canto que dita a forma de tocar, cantar e se formar diante do grupo.

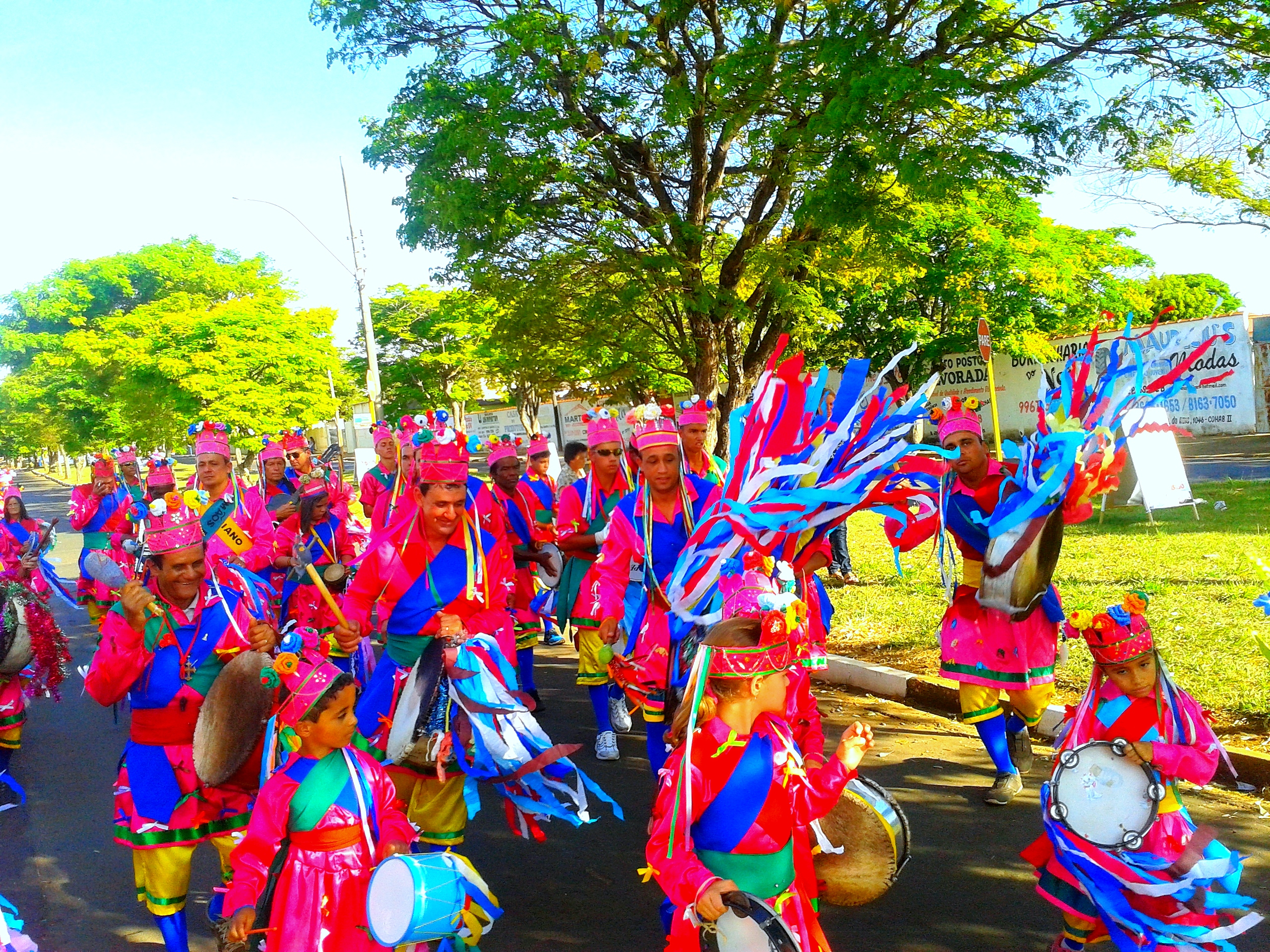
Bailado do Terno dos Irmãos Paiva

São várias as maneiras de tocar os instrumentos e cada um deles tem o seu significado. Tem a marchinha, que serve para compassar o ritmo dos componentes.
É usado quando eles saem nas ruas em direção a algum local que estejam sendo esperados, seja na casa do festeiro ou seja na Igreja principal, de Nossa Senhora do Rosário.
Além da marchinha, tem também o canto de chegada na casa do festeiro, onde o capitão do terno puxa o canto de entrega da bandeira do Terno ao festeiro, que fica encarregado até à hora de sair. Trecho dos versos cantados pelo Terno dos Irmãos Paiva:
Além do canto de agradecimento, há também a oração entoada por dois integrantes do Terno, a oração segue abaixo:
Depois do almoço/janta, tem o canto de agradecimento pela comida oferecida e devolução da bandeira ao bandeireiro, no Terno dos Irmãos Paiva quem se encarrega dessa função é o Tota.
Tem também o canto do bailado, onde eles levantam as caixas todas enfeitadas e formam diversas coreografias, como o "sapinho" que é um tipo de pulo agachado tocando o instrumento, ou então pulos de um lado para outro.
Os versos tocados pelo Terno variam de acordo com a ocasião, já que a inspiração vem no momento e a criação dos versos é feita na hora.
Na festa de Congo Terno de Sainha Irmãos Paiva de 2014, os versos mais usados nas apresentações contaram com o refrão de músicas conhecidas como "Calix Bento" e "Tristeza do Jeca". Além da saudação na porta da Igreja para as bandeiras:

## A Cada Apresentação, a Renovação de um Legado

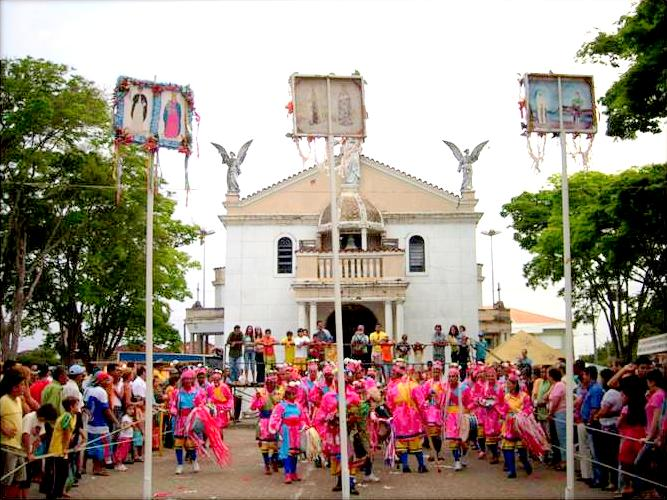
Apresentação do Terno dos Irmãos Paiva em frente a Igreja Nossa Senhora do Rosário - Santo Antônio da Alegria/SP

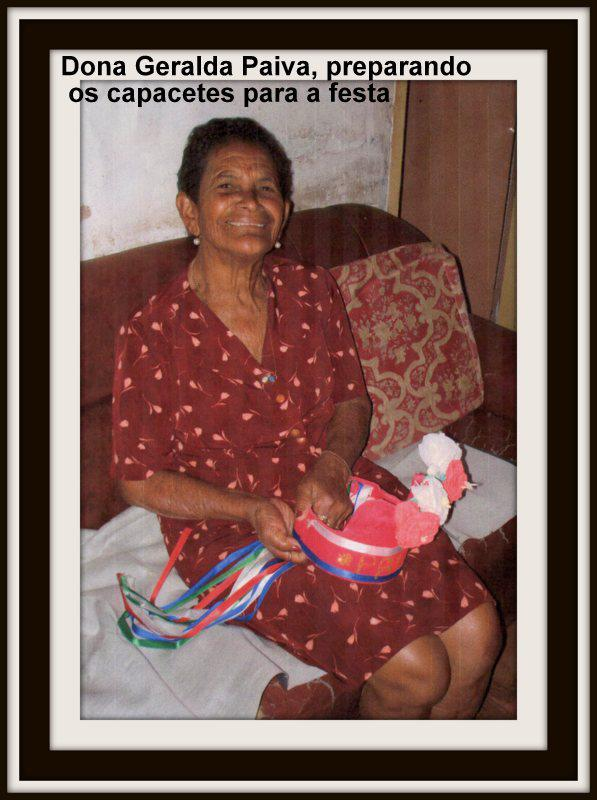
Matriarca da família Paiva

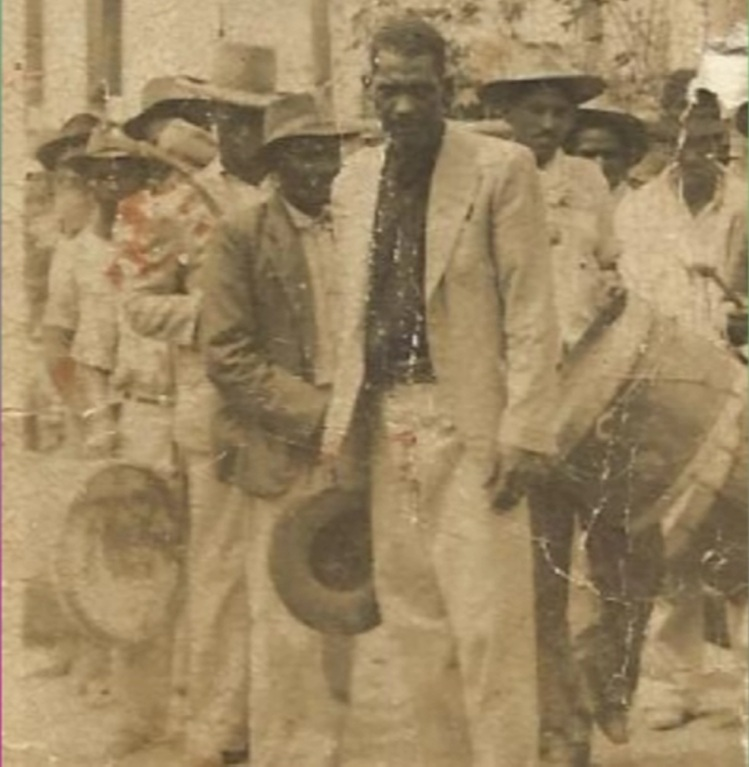
Pai da Dona Geralda Paiva

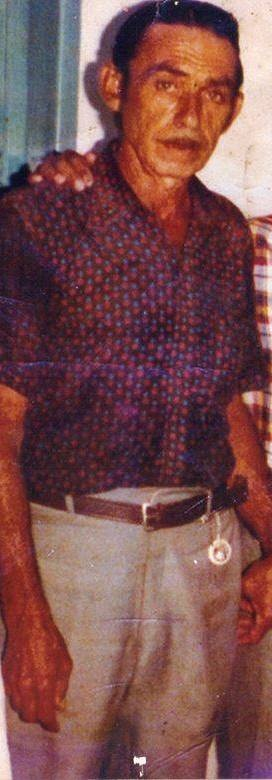
Patriarca da família Paiva

O ápice de toda a história da Família Paiva, faz sentido em cada apresentação realizada. É nas apresentações que todo o empenho e dedicação para que a tradição se perpetue é renovada de modo que todos os integrantes fazem essa renovação para si, no seu íntimo, se comprometendo a voltar no próximo ano.
É no hasteamento das Bandeiras, logo no início da festa e a cada Arriamento no final da Festa de Congo, que o desejo de na próxima apresentação a responsabilidade de levar o nome do Terno dos Irmãos Paiva se concretize e que cada vez mais, a tradição receba as devidas honras merecidas.

### Festa de Congo na cidade de Santo Antônio da Alegria
É nesta apresentação que o Terno dos Irmãos Paiva se sentem em casa, pois é na cidade de Santo Antônio da Alegria que tudo começou.
A tradição, a fé, a crença, a valorização da cultura, os cuidados com o vestuário, com os instrumentos, os cantos e versos juntamente com os bailados fazem com que a energia da Festa envolva todos os presentes.
Quando o terno se apresenta em frente a Igreja de Nossa Senhora do Rosário, com todo o seu simbolismo e cultura, fazem todo o público se emocionar, porque conseguem retratar toda a história da escravidão, segregação e discriminação aos negros.
É possível notar, que o significado da festa, de trazer alegria para os escravos que na época eram humilhados, torturados e maltratados, volta do tempo e fazendo que todos os que estão no local remontam as cenas vivenciadas há tantos anos, e sintam a alegria e irreverência que era vivenciada pelos negros do Congo.

### Festival do Folclore de Olímpia
É por essa razão que o Terno dos Irmãos Paiva, por ser o único de Sainha do Brasil, participa todos os anos do Festival do Folclore de Olímpia.
Devido a sua tradição e sua característica peculiar - suas roupas inspirada nas vestes da Princesa Isabel- faz com que a apresentação do terno seja esperada por muitos visitantes que vão até o Festival só para acompanhar as suas apresentações.

São oito dias de puro folclore, onde o Terno dos Irmãos Paiva tem a oportunidade de levar a tradição folclórica e familiar para todos os estados do país, devido o grande fluxo de pessoas vindas das mais diversas regiões do Brasil.
O Terno de Sainha dos Irmãos Paiva, já ganhou até reconhecimento por participar todos os anos do Festival.

### Revelando São Paulo - Festival da Cultura Paulista Tradicional
Todos os anos o Terno dos Irmãos Paiva são convidados para participarem das edições do Revelando São Paulo. O festival conta com a presença de pessoas de todos os estados, ajudando assim a levar a cultura popular e tradicional do terno para todo o país.
O festival é fundamental para o reconhecimento tanto para o Terno dos Irmãos Paiva, quanto para a cidade de Santo Antônio da Alegria. Pois com essas participações, o município ficou conhecido como Cidade Folclore, sendo de extrema importância para que os irmãos Paiva continuem se sentindo motivados a levar essa tradição cultural e ainda levar a existência de um folclore tão antigo para uma grande metrópole, como São Paulo.

### Apresentação do Terno dos Irmãos Paiva no Cemitério
É o momento mais emocionante, que acontece no último dia da Festa de Congo, logo após o almoço e se repete todos os anos. O Terno sai em procissão, tocando as caixas enquanto todos permanecem em silêncio.
Ao chegarem em frente ao cemitério da cidade, o som das caixas cessam e todos entram em silêncio e dirigem-se até o túmulo do Sr. João Paiva. Ao chegarem, colocam a bandeira do Terno em cima do túmulo.
Nesse momento o Luiz Paiva, profere umas palavras recordando dos tempos em que seu pai, coordenava o Terno e conta algumas histórias que todos adoram ouvir.
Depois de uma breve oração, os integrantes tocam a caixa com um som marcado, forte, muito peculiar do terno. O Luiz toca a sanfona, e alguns cantos antigos são proferidos na hora. Todos os presentes se emocionam.
Após a visita ao túmulo do patriarca, é a vez da visita ao túmulo da Dona Geralda Paiva, onde toda a homenagem se repete. Alguns momentos, as lembranças da Dona Geralda causam comoção por lembrar da matriarca ainda com muita saudade.
É nesse momento, que todos os integrantes do Terno recolhem a bandeira, e só depois da homenagem concluída é que cada pessoa vai visitar o túmulo de seu familiar.